# Santa Claus e o Pozinho Mágico
Santa Claus e o Pozinho Mágico é o título de uma produção audiovisual feita com trechos do filme Papai Noel Conquista os Marcianos (de 1964) satirica e humoristicamente redublados e em alguns casos editados. Essa "película" nada mais é do que uma das muitas paródias de filmes antigos e pouco conhecidos feitas para o programa Tela Class da MTV Brasil (dos mesmos criadores de Hermes e Renato). É a primeira paródia da segunda temporada, de 2008. A trama retrata o Papai Noel como um traficante de drogas palerma que é capturado pelas autoridades.

## Enredo
O conhecido telejornal Notícias do Povinho está cobrindo uma reportagem em que um de seus repórteres viaja para o Polo Norte com o objetivo de encontrar e entrevistar o Papai Noel. Nessa ocasião, este último acaba revelando que fuma haxixe e adiciona esta e outras drogas nos brinquedos que ele distribui. A entrevista é assistida por uma poderosa instituição de patrulha contra narcóticos, a Polícia Científica Anti-Drogas e Entorpecentes, ao passo que o Papai Noel é denunciado pelo Notícias do Povinho. Isso faz com que agentes dessa unidade de polícia iniciem uma missão que consiste em ir ao Polo Norte para deter o Papai Noel. O caso causa repercussão popular.
Após uma viagem de quarenta dias numa aeronave, a Polícia Científica finalmente chega no Polo Norte. Nesse meio tempo o Papai Noel ainda está produzindo brinquedos com drogas em seu Quartel General. Dois dos agentes conseguem localizar o Quartel General do Papai Noel e se direcionam para lá, controlando inclusive um robô. Eles entram com sucesso no local e prendem o acusado.
O Papai Noel é então enviado para uma prisão da Polícia Científica, onde os cativos são tratados com um requinte de crueldade. Junto com ele estão duas crianças que ganharam brinquedos com drogas. Um pouco depois, um agente policial entra na cela deles e os convence a entrar em uma sala, sem saberem que esta seria uma câmara de gás letal. O agente então os tranca e numa tentativa de matá-los e libera o gás mortífero. Esse agente é mais tarde surpreendido pela visita de seu chefe, que descobre o que é que ele está fazendo e num excesso de raiva, preocupado com o detido que o tinha dado presentes de Natal, o agride fisicamente. No entanto, o Papai Noel e as duas crianças conseguem escapar devido às habilidades dele de sair pela chaminé. O chefe então consente em dar liberdade a ele.